# Максимилиан I (Мексико)
Фердинанд Максимилиан Йозеф фон Хабсбург-Лотарингия (на немски: Ferdinand Maximilian Joseph von Habsburg, Maximilian I) е австрийски ерцхерцог и император на Мексико под името Максимилиан I (на испански: Emperador Maximiliano I de México). По време на гражданската война в Мексико той е заловен от републиканските сили на Бенито Хуарес и е екзекутиран като изменник в Керетаро, на 19 юни 1867 г.

## Произход и ранни години
Маскимилиан е роден на 6 юли 1832 г. в двореца Шьонбрун, Виена. Син е на ерцхерцог Франц-Карл Австрийски и на принцеса София Баварска. Максимилиан е по-малък брат на австро-унгарския император Франц-Йосиф. Съществуват силни предположения, че истинският баща на Максимилиан не е ерцхерцог Франц-Карл, а Наполеон II – син на Наполеон I и Мария-Луиза Австрийска.
В австрийския двор Максимилиан израства като умно момче, интересуващо се от изкуство и наука, и по-специално от ботаника. По-късно получава военно образование във флота и бързо се издига във военната йерархия. Участва в Австрийско-италианската война от 1856 г. През 1857 е назначен за вицекрал на Кралство Ломбардия-Венеция.
На 27 юли 1857 г. Максимилиан Австрийски се жени за принцеса Шарлота Белгийска (известна като императрица Карлота Мексиканска), дъщеря на белгийския крал Леополд I и на Луиза Бурбон-Орлеанска. Двамата нямат деца.

## Император на Мексико
През 1859 г. Максимилиан за първи път получава предложение от водача на мексиканските монархисти Хосе Пабло Мартинес дел Рио да стане император на Мексико.  Максимилиан първоначално отказва и решава да се отдаде на увлечението си по приключения, като заминава на ботаническа експедиция в тропическа Бразилия. Въпреки това, след френската интервенция в Мексико, през 1863 г. Максимилиан приема мексиканската корона под натиска на Наполеон III. Решението на Максимилиан го лишава от всички аристократични придобивки в родната Австрия, за което той научава малко преди заминаването си за Мексико.
Максимилиан и съпругата му стъпват на мексиканска земя във Веракрус на 28 май 1864 г. с подкрепата на французите и монархистите. Новият император обаче е в трудна позиция, тъй като републиканците, начело с Бенито Хуарес, отказват да признаят властта му и продължават въоръжената борба срещу французите.
Императорската двойка избира за свое седалище град Мексико. Максимилиан и Шарлота устройват своя резиденция в Чапултепекския замък, намиращ се на хълм в покрайнините на столицата. По поръчка на Максимилиан от двореца до центъра на града е построен широк булевард, наречен Булевардът на императрицата. Двойката прави планове да бъде коронована в градската катедрала, но коронацията никога не се осъществява поради постоянната нестабилност на режима.
Тъй като Максимилиан и Шарлота нямат наследници, те осиновяват Агустин де Итурбиде и Греен и Салвадор де Итурбиде и де Марсан – внуци на Агустин де Итурбиде, който управлява като император на Мексико за кратко през 1820 г. Максимилиан обявява младия Агустин за наследник на престола.
За ужас на своите консервативни поддръжници император Максимилиан подкрепя няколко либерални реформи, въведени от администрацията на Хуарес като прокарване на поземлени реформи, въвеждане на религиозни свободи и даване на право на глас и на хора, които не са част от едрата земеделска класа. Максимилиан първоначално предлага амнистия на Хуарес и мястото на министър-председател, при условие че той се закълне във вярност на короната, на което Хуарес отговаря отрицателно. По-късно Максимилиан заповядва всички заловени последователи на Хуарес да бъдат разстреляни в отговор на практиката на републиканците да екзекутират всички заловени поддръжници на империята. Това се оказва тактическа грешка, която отблъсква много поддръжници на режима.
След края на Американската гражданска война, САЩ започват да оказват тактическа подкрепа на републиканските сили в Мексико. През 1866 г. детронирането на Максимилиан изглежда неизбежно за всички извън Мексико.
През 1866 г. Наполеон III отзовава френските войски от Мексико, за да засили защитата на Франция пред лицето на възмогваща се Германия. Същата година императрица Шарлота започва обиколка из европейските столици, за да търси подкрепа за съпруга си, като стига дори и до Рим, молейки за целта помощ от папа Пий IX. Мисията на Шарлота обаче търпи неуспех, поради което императрицата претърпява нервен срив и никога не се завръща в Мексико. След като на следващата година съпругът ѝ е екзекутиран от републиканците, тя прекарва остатъка от живота си в уединение, първоначално – в двореца Мирамаре, близо до Триест, а след това – в замъка Бушот в Мейсе, Белгия, където умира на 19 януари 1927 г.
Въпреки че е посъветван от самия Наполеон III да напусне спешно Мексико, Максимилиан I отказва да изостави своите поддръжници. Оттегляйки се през февруари 1867 в Сантяго де Керетаро, а после и в Керетаро Артега, след седмици постоянна обсада, на 11 май 1867 г. Максимилиан най-накрая се решава да избяга през вражеските линии. Градът обаче е превзет, преди императорът да успее да осъществи плана си. Максимилиан I е заловен и осъден на смърт от военен трибунал. Много короновани европейски лидери пледират пред Хуарес да освободи Максимилиан, но Хуарес отказва да отмени присъдата, за да отправи послание, че Мексико няма да приема никакво натрапено му от силите управление.
Смъртната присъда на Максимилиан I е изпълнена на 19 юни 1867 в Серо де лас Кампанас. Максимилиан е екзекутиран заедно с генералите си Мигел Мирамон и Томас Мехия. Тялото на императора е балсамирано и изложено в Мексико, преди да бъде погребано в императорската крипта във Виена в началото на следващата година.